# Slobodan Kačar
Slobodan Kačar est un boxeur yougoslave d'origine bosniaque né le 15 septembre 1957 à Perućica.

## Carrière
Médaillé de bronze aux championnats du monde à Belgrade en 1978 dans la catégorie poids moyens, il remporte la médaille d'or aux Jeux olympiques d'été à Moscou en 1980 en mi lourds. 
Kačar passe professionnel en 1983 et s'empare du titre mondial vacant IBF des mi-lourds le 21 décembre 1985 aux dépens d'Eddie Mustafa Muhammad. Il cède cette ceinture dès le combat suivant face à Bobby Czyz le 6 septembre 1986 par arrêt de l'arbitre au 5e round et met un terme à sa carrière l'année suivante.

## Parcours auxJeux olympiques
Jeux olympiques d'été de 1980 à Moscou (poids mi-lourds) :
- Bat Michael Nassoro (Tanzanie) par abandon au 2e round
- Bat David Kvachadze (en) (URSS) aux points (4–1)
- Bat Herbert Bauch (RDA) par arrêt de l'arbitre au 2e round
- Bat Paweł Skrzecz (Pologne) aux points (4–1)

## Référence
1. ↑  (en) Résultats des Jeux olympiques 1980 (amateur-boxing.strefa.pl)